# Lago di Carmena
Der Lago di Carmena ist ein Stausee im Valle Morobbia bei Giubiasco im Kanton Tessin in der Schweiz. Er dient dem Betrieb des Kraftwerks Morobbia, das die Stadt Bellinzona mit Strom versorgt.

## Geschichte
Eine erste Konzession zur Nutzung des Wassers der Morobbia wurde 1884 an die Gotthardbahn-Gesellschaft erteilt, aber nie genutzt. Die Energie wäre für die damals neu eröffnete Unterhaltswerkstatt in Bellinzona bestimmt gewesen. Die Stadt Bellinzona beantragte daraufhin die Konzession, die ihr 1900 erteilt wurde. Das erste Kraftwerk wurde 1903 fertiggestellt und verwendete eine Wasserfassung an der Stelle der heutigen Staumauer. Die Anlage erzeugte Strom für Beleuchtungszwecke und die lokale Industrie.
In den 1960er-Jahren war das bestehende Kraftwerk veraltet und abgenutzt, gleichzeitig war der Energiebedarf von Bellinzona stark gestiegen, sodass die Produktion erhöht werden sollte. Es wurden verschiedene Projekte untersucht, darunter eines mit dem Namen Grande Morobbia, das auch das Wasser aus dem Valle d'Arbedo und dem Valmaggina sowie der im Val d’Isone fliessenden Vedeggio einbezogen hätte. Wegen technischen und zu erwartenden politischen Schwierigkeiten bei der Umsetzung des Projektes wurde auf dieses verzichtet und anstelle dessen ein Wochenspeicher bei Carmena auf dem Boden der damaligen Gemeinde Sant’Antonio gebaut. Das Projekt wurde vom Ingenieurbüro Lombardi betreut. Der See mit der Staumauer wurde zusammen mit dem erneuerten Kraftwerk am 22. März 1972 in Betrieb genommen.

## Staumauer
Die Diga di Carmena hat ihre Krone auf einer Höhe von 639 m über Meer. Die Bogenstaumauer besteht aus acht Segmenten, die 12 bis 15 m breit sind. Das Einlaufbauwerk für den Druckstollen zum Kraftwerk und der Grundablass des Stausees sind in einem gemeinsamen Bauwerk angeordnet. Die Staumauer wird durch ein Schwimmlot und 10 Thermometer im mittleren Segment überwacht. Zusätzlich überwachen 8 Extensometer im Fels die Bewegung des Mauerfundamentes.